# 聖觀音

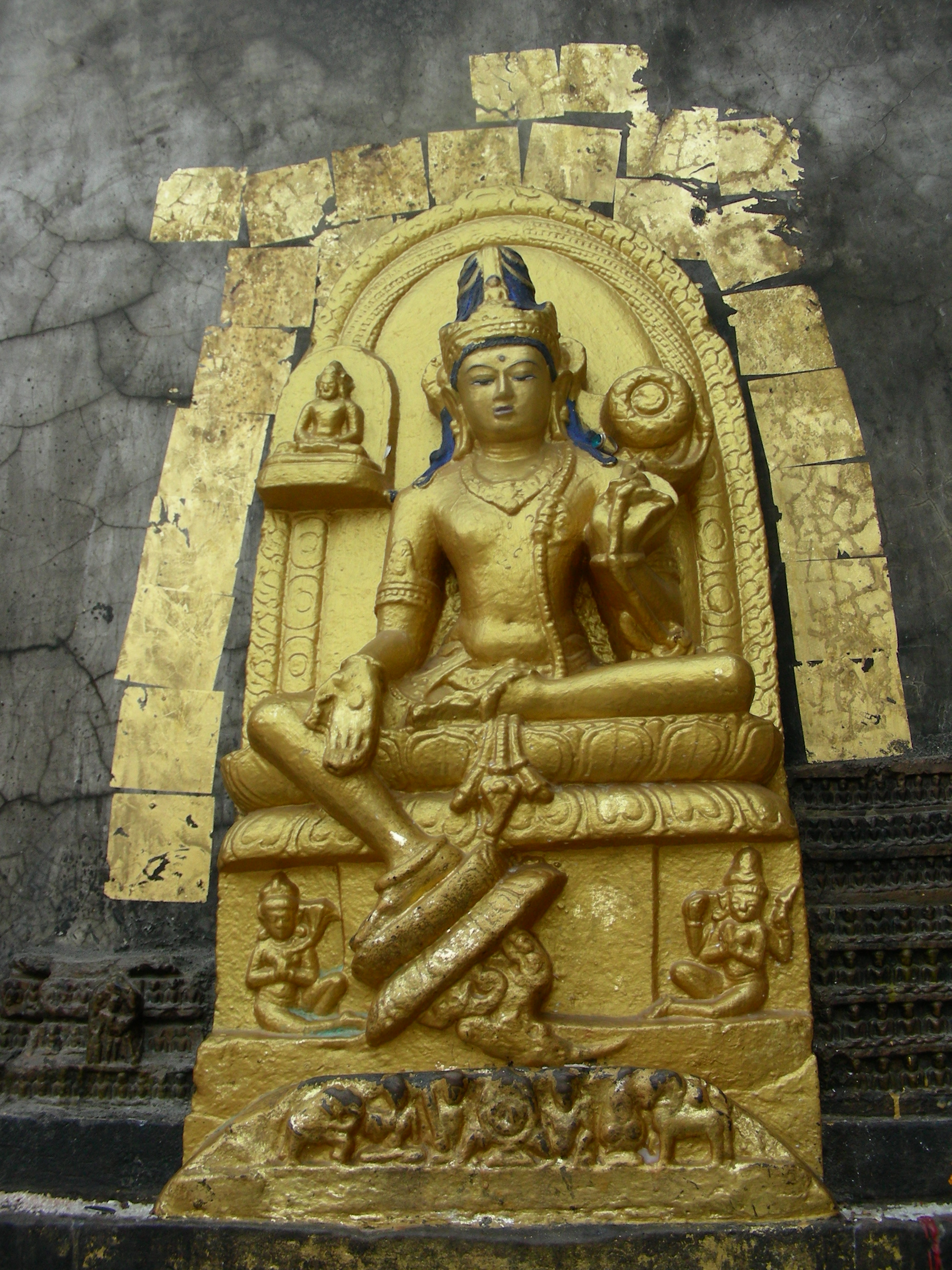
菩提迦耶正覺塔外牆之聖觀音像（度母像）

聖觀世音或聖觀音（羅馬化：āryā-avalokiteśvara），民間亦稱正觀音、聖觀自在。此尊形象被認為是觀世音菩薩本身相，是觀音各種形象的總體代表。

## 詞源
梵文āryā義爲聖、尊勝，詞根avalokit-義爲觀察、觀，詞根svara義爲音聲，故稱觀音、觀世音。唐代玄奘法師認為應譯爲“觀自在”，來自詞根Avalokita（觀）和iśvara（自在）。

## 概述
觀音菩薩有三十三種形象，其本身形象就稱爲“聖觀世音”，聖觀音的形象，根據佛經記載“聖觀音軌”云：聖觀自在菩薩，結跏趺坐，身如金色，圓光熾盛，身被輕穀縐彩衣，著赤色裙，左手當臍執未敷蓮花，右手當胸作開花葉勢，具頭冠瓔珞，首戴無量壽佛住於定相。
聖觀世音是東密的六觀音之一，對應天台宗的「大慈觀音」。救度餓鬼道衆生，主破餓鬼道三障，因餓鬼道飢渴，故宜用大慈，又稱「慈航觀音」，六觀音即：聖觀音（救拔餓鬼道）、千手觀音（救拔地獄道）、馬頭觀音（救拔畜生道）、十一面觀音（救拔修羅道）、準提觀音（救拔人道）、如意輪觀音（救拔天道）。